# Nassau-Dillenburg
Nassau-Dillenburg war ein Territorium im Heiligen Römischen Reich und eine Linie des Hauses Nassau. Die Geschichte des Territoriums ist durch zahlreiche Teilungen und Besitzerwechsel geprägt. Ihre Regenten waren Reichsgrafen. Seit 1654 gehörten sie dem Reichsfürstenstand an.

## Vorgeschichte
Nach 1255 spaltete sich die Grafschaft Nassau in die sogenannte walramsche und die ottonische Linie auf. Begründer der ottonischen Linie war Otto I. Dabei gehörte Dillenburg zu der letzteren. Von wirtschaftlicher Bedeutung war dieses Gebiet wegen seiner Eisenerzvorkommen.
Mit der Verpfändung des Bergwerks Ratzenscheid bei Wilnsdorf im Siegerland und der sonstigen Gruben ihres Gebietes, in denen Silber gewonnen werden konnte, durch König Adolf von Nassau an seine Vettern Heinrich, Emich, Johann und Otto am 26. Februar 1298 hatten die Grafen der ottonischen Linie bereits das sehr einträgliche Bergregal in ihrem Herrschaftsbereich erworben.
Im Jahr 1303 kam es zur Spaltung der ottonischen Linie in die Linien Nassau-Hadamar, Nassau-Siegen und Nassau-Dillenburg.

## Aufstieg im Spätmittelalter
Johann, jüngster Sohn Ottos I., erhielt Dillenburg, Herborn, die Herborner Mark und die Kalenberger Zent (um Beilstein). Er fiel im Zuge der Dernbacher Fehde 1328 in der Schlacht bei Wetzlar, und sein Herrschaftsgebiet Nassau-Dillenburg kam durch Erbschaft an Nassau-Siegen unter Heinrich III. Dillenburg blieb Residenz, und die Grafschaft nannte sich weiterhin Nassau-Dillenburg. Heinrich III. gelang es, gegen das Erzstift Köln wieder den Einfluss über die Stadt Siegen zurückzugewinnen. Am Ende des 14. Jahrhunderts kam die Stadt ganz in Nassauer Besitz zurück. Außerdem drängte er den Einfluss des regionalen Adels (von Dernbach, von Bicken) stark zurück; dies geschah teilweise mit Gewalt (Dernbacher Fehde). Er konnte auch die zuvor zerstörte Dillenburg wieder für Nassau gewinnen, und diese ersetzte Siegen zukünftig als Residenz.
Im Jahre 1343 kam es zu einer Abtrennung von Nassau-Beilstein (ältere Linie bis 1561). Unter Johann I. ging der Aufstieg von Nassau-Dillenburg weiter. Durch die Heirat seines Sohnes Adolf mit Jutta von Diez fiel die Grafschaft Diez 1386 an Nassau-Dillenburg. Allerdings konnte nur die Hälfte der Grafschaft Diez behauptet werden, und man musste für sie die Lehnshoheit des Bischofs von Trier akzeptieren. Im Jahre 1394 fiel auch Nassau-Hadamar an Nassau-Dillenburg.
Von langfristig großer Bedeutung war, dass Johann I. seinen Sohn Engelbert mit Johanna von Polanen verheiratete, der Erbin des Grafenhauses Polanen. Dadurch kamen 1403/04 bedeutende Besitzungen im Gebiet der heutigen Niederlande hinzu; dazu zählten die Herrschaften Polanen, Leck, Breda und weitere Gebiete. Im Jahre 1420 kamen die Grafschaft Vianden im heutigen Luxemburg und weitere Besitzungen an Nassau-Dillenburg.

## Landesstruktur im 16. Jahrhundert
Die Städte Siegen und Dillenburg dienten als Residenz.
Der Adel konnte zwar einige Vorrechte behalten, spielte aber politisch kaum noch eine Rolle.

### Verwaltungsstruktur

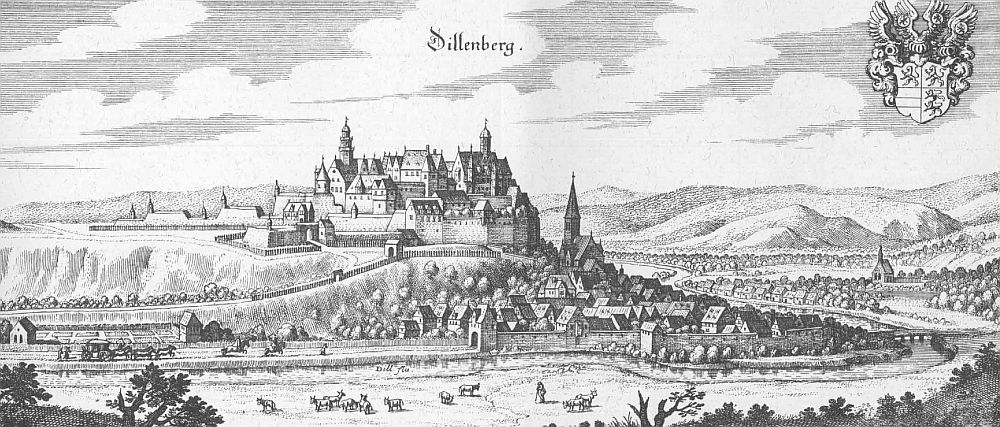
Stadt und Schloss Dillenburg

Das Land war vor der Mitte des 16. Jahrhunderts in die Ämter Siegen und Dillenburg unterteilt. Diese gliederten sich ihrerseits in verschiedene Gerichte, denen jeweils ein vom Landesherrn eingesetzter Schultheiß vorstand. Zum Amt Dillenburg gehörten die Gerichte Dillenburg, Herborn, Haiger, Ebersbach und Tringenstein. Zum Amt Siegen gehörten: Stadt Siegen, Hainchen, Netphen, Freudenberg, Ferndorf-Krombach und Hilchenbach. Zeitweise umfasste die Grafschaft auch die Ämter in Driedorf, Ellar, Hadamar und Mengerskirchen.
Seit Mitte des 15. Jahrhunderts entstand in den beiden Ämtern eine eigenständige Finanzverwaltung.
Die Stadt Siegen war in gewisser Weise ein Sonderfall. Es gab zwar einen landesherrlich eingesetzten Schultheißen, aber seit dem 14. Jahrhundert hatte der Rat der Stadt den Einfluss der Landesherren zurückgedrängt. Diese übten im Zuge der Reformation erheblichen Druck auf die Stadt aus und zwangen diese 1537/38 sich dem Landesherrn unterzuordnen.
Vor 1806 gab es die Amtsbezirke Dillenburg, Haiger, Herborn, Ebersbach, Tringenstein (das Amt Tringenstein wurde vom Beamten in Ebersbach mit versehen), Burbach und Driedorf.

### Einwohnerzahlen und Wirtschaftsstruktur
Für die frühe Zeit sind Einwohnerzahlen kaum auszumachen. Die Einwohnerzahl der gesamten Grafschaft wird für den Beginn des 17. Jahrhunderts, das heißt inklusive der territorialen Zuwächse, auf nicht mehr als 50.000 geschätzt. Der Bevölkerungsschwerpunkt lag in den Ämtern Siegen und Dillenburg.
Der Agrarsektor war der Haupterwerbszweig. Aber daneben waren die Ausbeutung natürlicher Rohstoffe und die gewerbliche Produktion von großer Bedeutung. Insbesondere der Eisenerzbergbau und die Eisenherstellung waren stark entwickelt. In der Stadt Siegen bildeten beide im 15. und 16. Jahrhundert sogar den Haupterwerbszweig. Diese Massierung war jedoch örtlich beschränkt. In den ländlichen Gebieten spielte neben der Landwirtschaft auch die Wollproduktion und die Textilherstellung eine Rolle.
Nassau-Dillenburg betrieb von 1681 an eine Münzstätte in Herborn, die zunächst für alle ottonischen Nassauer Territorien Münzen prägte, von 1685 bis 1693 für Nassau-Dillenburg alleine.

## Erwerb von Oranien und Katzenelnbogener Erbfolgestreit
Es kam in den folgenden Jahrhunderten erneut zu Teilungen. Dabei drifteten die Stammlande um Dillenburg und Siegen auf der einen Seite und die Besitzungen im heutigen Luxemburg und den heutigen Niederlanden auseinander. Die niederländische Seite konnte weiterhin erhebliche Zugewinne erzielen. Darunter war 1515 die Heirat mit der Erbtochter von Chalon und das Fürstentum Oranien um die südfranzösische Stadt Orange. Der Erbfall folgte 1530. Daraufhin nannte sich die linksrheinische Linie Fürsten von Oranien-Nassau.
Die Dillenburger Stammlinie konnte keine solchen Erfolge aufweisen. Der Versuch, in den Besitz der Grafschaft Katzenelnbogen zu gelangen, führte 1500 zum Katzenelnbogener Erbfolgestreit, der erst 1557 endete. Infolge des Streits gelangte der größte Teil der Grafschaft Katzenelnbogen an das Haus Hessen. Die Grafen von Nassau-Dillenburg konnten nur einige zuvor an Katzenelnbogen verpfändete Gebiete sowie Zahlungen von 450.000 Gulden erhalten. Weiterhin durften die Grafen von Nassau-Dillenburg zugleich den Titel der Grafen von Katzenelnbogen führen.
Zwischen 1451 und 1472 sowie zwischen 1504 und 1516 waren die links- und die rechtsrheinische Linien noch einmal vereint. Etwa in dieser Zeit wurde die Reformation in Nassau-Dillenburg eingeführt. Anfangs folgte diese der lutherischen Richtung. Allerdings wechselte man noch im 16. Jahrhundert zum Calvinismus. Mit Erwerb eines Drittels des Fürstentums Nassau-Hadamar 1717 fielen katholische Gebiete an das Fürstentum Nassau-Dillenburg.

## Höhepunkt der politischen Bedeutung

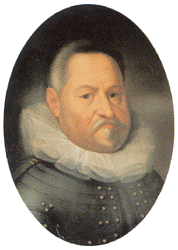
Johann VI. von Nassau-Dillenburg

Im Jahre 1559 kam es zur Teilung zwischen Nassau-Dillenburg und Oranien-Nassau. Dabei behielt die Dillenburger Linie das rechtsrheinische Gebiet, während Oranien-Nassau die linksrheinischen Besitzungen erhielt. Wilhelm von Oranien erhielt dabei den niederländischen Besitz. Sein Bruder Johann VI., genannt der Ältere, erhielt die deutschen Stammlande. 1561 fiel auch Nassau-Beilstein an Nassau-Dillenburg.
Die Regierungszeit Johanns stellte den Höhepunkt der politischen Bedeutung von Nassau-Dillenburg dar. Johann unterstützte seinen Bruder während des 1566 begonnenen Achtzigjährigen Krieges um die Unabhängigkeit der Niederlande von Spanien mit erheblichen finanziellen Mitteln. Die Folge waren hohe Staatsschulden in Nassau-Dillenburg. Johann gelang es indes, die damit verbundenen Lasten durch eine gute Verwaltung zu begrenzen. Zwischen 1578 und 1580 amtierte Johann als Statthalter der Provinz Gelderland, und 1579 hatte er maßgeblichen Anteil am Zustandekommen der Utrechter Union. Innerhalb des Wetterauischen Reichsgrafenkollegiums spielte er eine Führungsrolle. 1579 trat er zum Calvinismus über.

## Bedeutungsverlust
Nach Johanns Tod kam es 1601 bzw. 1607 zur Aufteilung der Grafschaft in die fünf Grafschaften Nassau-Dillenburg, Nassau-Hadamar (Jüngere Linie), Nassau-Beilstein, Nassau-Siegen und Nassau-Diez.
Nassau-Dillenburg (mit Dillenburg, Haiger und Herborn) kam 1620 durch Erbe an Nassau-Beilstein, das sich fortan Nassau-Dillenburg nannte.
Nassau-Dillenburg gehörte dem Niederrheinisch-Westfälischen Reichskreis an. Die Grafen waren kurze Zeit Mitglieder des Niederrheinisch-Westfälischen Reichsgrafenkollegiums, ehe sie 1654 in den Reichsfürstenstand erhoben wurden. Das Territorium war im 18. Jahrhundert etwa 450 km² groß. Es umfasste Dillenburg, Haiger, Herborn, Driedorf, Mengerskirchen, Ellar, Burbach, Tringenstein und Ebersbach.

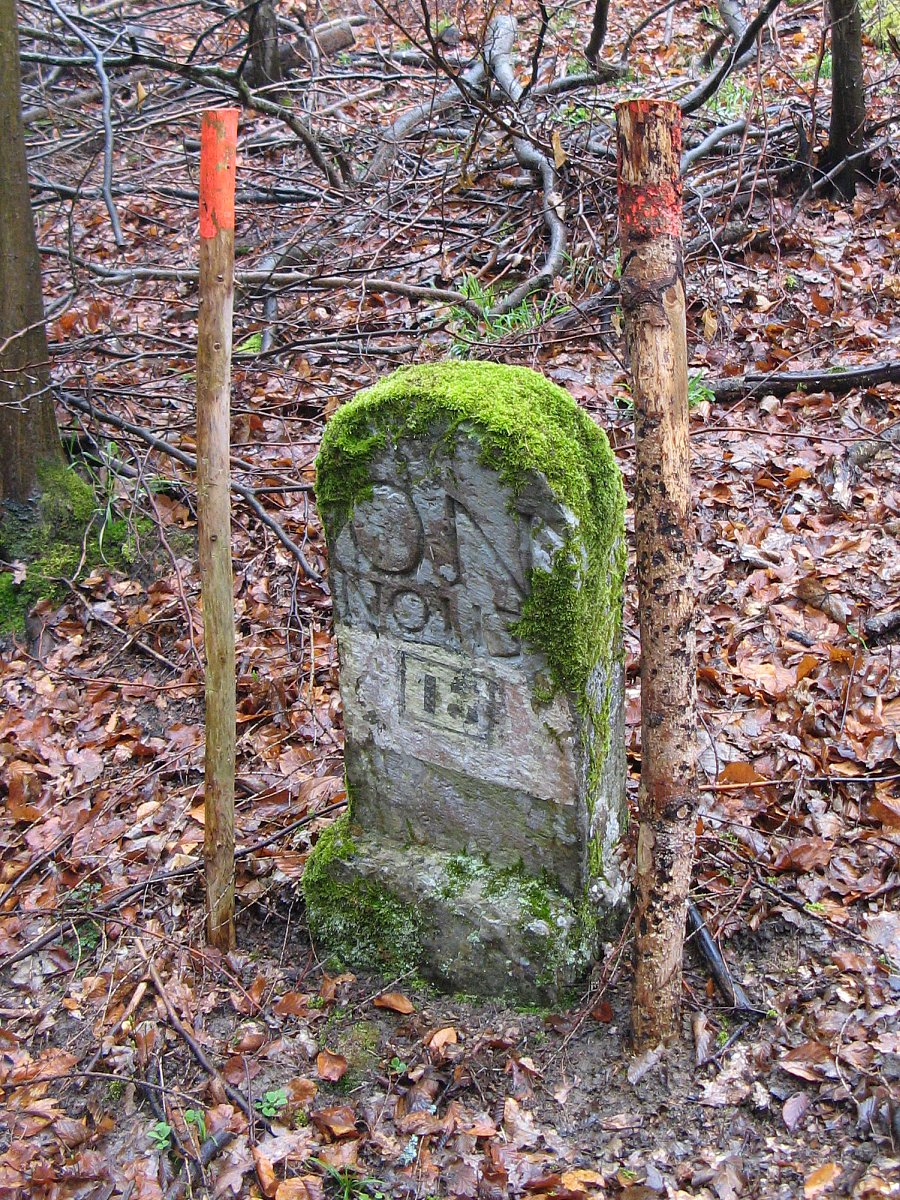
Grenzstein 113 der Grenze zwischen Oranien-Nassau und Nassau-Weilburg aus dem Jahr 1772

1739 fiel Nassau-Dillenburg an Nassau-Diez. Dieses vereinigte seit 1742 alle Territorien der ottonischen Linie des Hauses Nassau. Die Regenten nannten sich bereits seit 1702 Fürsten von Oranien-Nassau. Sie waren seit 1747 erbliche Statthalter der Niederlande. Seither wurde der gesamte Besitz von Den Haag aus regiert. In Dillenburg amtierte für die nassauischen Stammlande ein deutsches Kabinett.
Oranien-Nassau verlor bis 1801 zunächst alle linksrheinischen Besitzungen und 1806 auch alle rechtsrheinischen Gebiete. Im Zuge der Befreiungskriege nahm der Prinz von Oranien-Nassau seine Ländereien am 20. Dezember 1813 wieder in Besitz. Nachdem der Fürst von Oranien-Nassau am 31. Mai 1815 König der Niederlande geworden war, trat er die deutschen Gebiete, darunter auch die Grafschaft Dillenburg, an Preußen ab. Wesentliche Gebiete trat daraufhin Preußen tauschweise an das Herzogtum Nassau ab.

## Regenten
| Regierungszeit | Name            | geboren           | gestorben          | Anmerkungen                                                        |
| -------------- | --------------- | ----------------- | ------------------ | ------------------------------------------------------------------ |
| 1606–1620      | Wilhelm Ludwig  | 13. März 1560     | 31. Mai 1620       |                                                                    |
| 1620–1623      | Georg           | 1. September 1562 | 9. August 1623     | Bruder von Wilhelm Ludwig                                          |
| 1623–1662      | Ludwig Heinrich | 9. Mai 1594       | 12. Juli 1662      |                                                                    |
| 1662–1676      | Adolf           | 23. Januar 1629   | 19. Dezember 1676  | Sohn von Ludwig Heinrich                                           |
| 1676–1701      | Heinrich        | 28. August 1641   | 18. April 1701     | Sohn von Georg Ludwig (1618–1656), eines älteren Bruders von Adolf |
| 1701–1724      | Wilhelm         | 28. August 1670   | 21. September 1724 | Sohn von Heinrich                                                  |
| 1724–1739      | Christian       | 12. August 1688   | 28. August 1739    | Bruder Wilhelms                                                    |

## Weitere Personen
- Adelheid von Nassau-Dillenburg, durch Heirat Gräfin von Nassau-Dillenburg, als Witwe Äbtissin im Kloster Keppel
- Charlotta Amalia von Nassau-Dillenburg (1680–1738), durch Heirat Fürstin von Nassau-Usingen
- Ludwig Heinrich von Nassau-Dillenburg (1681–1710), Prinz zu Nassau-Dillenburg und kurpfälzischer Obrist